# Циркуляр по управлению Одесским учебным округом
«Циркуляр по управлению Одесским учебным округом» — официальный печатный орган Одесского учебного округа, выходивший в Одессе с 1864 по 1917 год.

## История
Журнал выходил в Одессе ежемесячно. С 1887 года назывался «Циркуляр по Одесскому учебному округу».
В «Циркуляре» публиковались правительственные распоряжения, приказы министерства народного просвещения, распоряжения попечителя учебного округа и другие официальные сведения, списки учебных пособий и книг для различного типа учебных заведений, педагогические статьи.
В № 11 за 1879 год был помещён «Алфавитный указатель статей, помещенных в „Циркуляре по управлению Одесским учебным округом“ с 1864 по 1876 включительно», составленный Э. Ронталером.
С 1917 года называется «Известия Одесского учебного округа».